# Сеннельс, Асбьёрн
Асбьёрн Сеннельс (дат. Asbjørn Sennels; 17 января 1979, Брабранн, Орхус — 9 июля 2023) — датский футболист, игравший на позиции левого защитника.

## Биография

### Игровая карьера
Воспитанник академии ФК «Бранбранд»; в течение пяти сезонов играл за «Виборг», сыграв за эту команду 108 матчей.
В феврале 2004 года перешёл в «Брондбю», в составе которого в 2005 году выиграл Суперлигу и Кубок Дании. Сеннельс играл за «Брондбю» следующие два сезона.
Летом 2007 года в качестве свободного агента вернулся в «Виборг», за который отыграл три следующие сезона и покинул команду по окончании срока контракта.
Затем в течение двух сезонов он играл за «Челе Вест Спорт», после чего вернулся в «Виборг», в котором закончил игровую карьеру.
Играл за молодёжную сборную (10 матчей) и основную сборную (два матча).

### Тренерская карьера
Работал играющим тренером в молодёжной команде «Виборга» с 2017 по 2018 годы.
С 2018 по 2020 год работал в «Челе Вест Спорт» в качестве помощника главного тренера, а с 2020 по 2022 годы был в команде играющим тренером.

### Смерть
Весной 2023 года у него был диагностирован рак. Скончался 9 июля 2023 года на 45-м году жизни.

## Статистика

### Матчи Сеннельса за сборную Дании
| Матчи Сеннельса за сборную Дании | Матчи Сеннельса за сборную Дании | Матчи Сеннельса за сборную Дании | Матчи Сеннельса за сборную Дании | Матчи Сеннельса за сборную Дании | Матчи Сеннельса за сборную Дании |
| -------------------------------- | -------------------------------- | -------------------------------- | -------------------------------- | -------------------------------- | -------------------------------- |
| №                                | Дата                             | Соперник                         | Счёт                             | Голы Сеннельса                   | Соревнование                     |
| 1                                | 20 августа 2003                  | Финляндия                        | 1:1                              | —                                | Товарищеский матч                |
| 2                                | 28 апреля 2004                   | Шотландия                        | 1:0                              | —                                | Товарищеский матч                |

Итого: 2 матча / 0 голов; 1 победа, 1 ничья, 0 поражений.

## Достижения
«Брондбю»;
- Чемпион Дании: 2004/05
- Кубок Дании: 2004/05